# Brilliant Live Adventures
Brilliant Live Adventures [1995-1999] — бокс-сет британского рок-музыканта Дэвида Боуи, выпускавшийся в конце 2020 — начале 2021 года в виде серии из шести концертных альбомов, с материалом записанным в период релиза пластинок Outside (1995), Earthling (1997). и ‘hours…’ (1999). Бокс-сет получил название в честь песни «Brilliant Adventure» из альбома ‘hours…’.
Первые тиражи составных альбомов были распроданы в кратчайшие сроки, что побудило лейбл Parlophone выпустить второй тираж, чтобы позволить большему количеству поклонников возможность купить альбомы на компакт-дисках или виниле.

## Предыстория
В октябре 2020 года лейбл Parlophone анонсировал серию из шести концертных альбомов. Согласно объявленной информации они должны были выпускаться по отдельности в ближайшие месяцы, в итоге составив бокс-сет. Пустые боксы для компакт-дисков или виниловых альбомов можно было приобрести отдельно.
Первым альбомом серии был Ouvrez le Chien — остальные анонсировались отдельно. Первые три альбома были выпущены до конца 2020 года, следующие три — в начале 2021-го. Изначально подчёркивалось, что «все альбомы будут выпускаться ограниченным, единственным, тиражом» — в количестве 4000 виниловых пластинок и 6000 компакт-дисков каждого. Кроме их планировалось выложить в интернете на потоковые музыкальные сервисы.

## Ouvrez le Chien (Live Dallas 95)
Ouvrez le Chien был доступен через потоковые сервисы с июля 2020 года. CD и виниловые версии альбома были выпущены 30 октября 2020 года. Материал для пластинки был записан 13 октября 1995 года в амфитеатре Starplex (Даллас) во время гастрольного тура Боуи Outside Tour. Альбом представляет собой неполную запись шоу, пять песен — «Subterraneans», «Scary Monsters (and Super Creeps)», «Reptile», «Hallo Spaceboy» и «Hurt» — которые Боуи исполнил с группой Nine Inch Nails, не были включены в релиз. Название альбома, «Ouvrez le Chien», является отсылкой к фразе из песни «All the Madmen» 1970 года, которую Боуи также использовал в ещё одной композиции — «The Buddha of Suburbia» (1993). Помимо этого во время турне над сценой висела табличка с этой фразой.

## No Trendy Réchauffé (Live Birmingham 95)
No Trendy Réchauffé был анонсирован 9 ноября 2020 года. Релиз альбома на CD и виниле состоялся 20 ноября 2020 года, 12 марта 2021 года он появился на стриминговых сервисах. Материал для пластинки был записан 13 декабря 1995 года на шоу Big Twix Mix Show в Национальном выставочном центре Бирмингема и представлял собой немного сокращенный гастрольный сет-лист. Название альбома, «No Trendy Réchauffé», являлось отсылкой к фразе из песни «Strangers When We Meet» (1993), которая фигурировала в числе его композиций.

## LiveAndWell.com
Третий релиз представлял собой переиздание альбома LiveAndWell.com (1999). Его анонс состоялся 11 декабря 2020 года, выпуск последовал 15 января 2021 года. Лонгплей содержит материал записанный во время турне Earthling Tour (1997) на различных концертах. Это был четвёртый релиз этого альбома, изначально он распространялся среди подписчиков BowieNet в 1999 году. В бокс-сете отсутствуют четыре ремикса, которые фигурировали на бонус-диске 2000 года.

## Look at the Moon! (Live Phoenix Festival 97)
Анонс альбома состоялся 29 января 2021 года, релиз — 12 февраля 2021 . Look at the Moon! представляет собой запись выступления на фестивале Phoenix Festival в Лонг-Марстоне, 20 июля 1997 года. Концерт проходил в рамках турне Earthling Tour, организованным музыкантом в поддержку альбома Earthling. Одной из особенностей альбома стал первый релиз в физическом формате перепетой Боуи песни «O Superman» (1981) Лори Андерсон, с Гейл Энн Дорси в качестве ведущей вокалистки.

## Something in the Air (Live Paris 99)
Альбом был анонсирован 24 февраля 2021 года, выпущен — 12 марта. Материал был записан во время турне Боуи Hours Tour — 14 октября 1999 года на концертной площадке Elysée Montmartre в Париже. Something in the Air (Live Paris 99) был доступен на потоковых сервисах ещё с 2020 года, тем не менее запись впервые издавалась на физических носителях.

## At the Kit Kat Klub (Live New York 99)
Анонс альбома состоялся 17 марта 2021 года, релиз — 2 апреля. Материал был записан 19 ноября 1999 года в рамках турне Hours Tour, во время шоу на котором присутствовали только члены фан-клуба музыканта и победители организованного им конкурса. 7 декабря видеозапись концерта транслировалась в интернете на сайте Liveonline.net (в рамках проекта American Express Blue Concert), а аудиозапись — по радиосети SFX Radio. Отредактированная аудиозапись была выпущена официально в 1999 году в виде 12-трекового рекламного компакт-диска. Также три песни из этого концерта — «Seven», «Something in the Air» и «The Pretty Things Are Going to Hell» — фигурировали на сингле «Seven» (2000). Источником для At the Kit Kat Klub послужил упомянутый выше рекламный CD, так что это была тоже сокращённая версия концерта. Отсутствуют пять песен (исполненных на шоу): «Drive-In Saturday», «Cracked Actor», «Ashes to Ashes», «Repetition» и «Rebel Rebel».